# Object Linking and Embedding
Az Object linking and embedding (röviden OLE) a Microsoft által kifejlesztett technológia a programok között szoftverkomponensek megosztására Windows rendszeren. Használatához a programozónak be kell ágyaznia a kívánt objektumot a programjába, innentől fogva a kívánt munkát nem az ő programja végzi, hanem a beágyazott komponens. Például szöveges dokumentum szerkesztéséhez egy kisebb program felhasználhatja a Microsoft Word teljes funkcionalitását -mindeközben a szöveg szerkesztése a program ablakán belül történik.
Az első változata, az OLE 1.0 a Windows 3.0-ban jelent meg a korábbi DDE felváltására. Elkészült az OLE 2.0 is, de 1996 óta ActiveX néven fut.